# Žacléř
Žacléř är en stad i Tjeckien.   Den ligger i regionen Hradec Králové, i den nordöstra delen av landet, 120 km nordost om huvudstaden Prag. Žacléř ligger 615 meter över havet och antalet invånare är 3 613.
Terrängen runt Žacléř är huvudsakligen kuperad, men åt nordost är den platt. Runt Žacléř är det ganska tätbefolkat, med 83 invånare per kvadratkilometer. Närmaste större samhälle är Trutnov, 11,4 km söder om Žacléř. Omgivningarna runt Žacléř är en mosaik av jordbruksmark och naturlig växtlighet.